# Peyruis
Ne doit pas être confondu avec Pertuis (Vaucluse).
Peyruis [peʁɥi] est une commune française, située dans le département des Alpes-de-Haute-Provence en région Provence-Alpes-Côte d'Azur.
Le nom des habitants de Peyruis est Peyruisiens,.

## Géographie

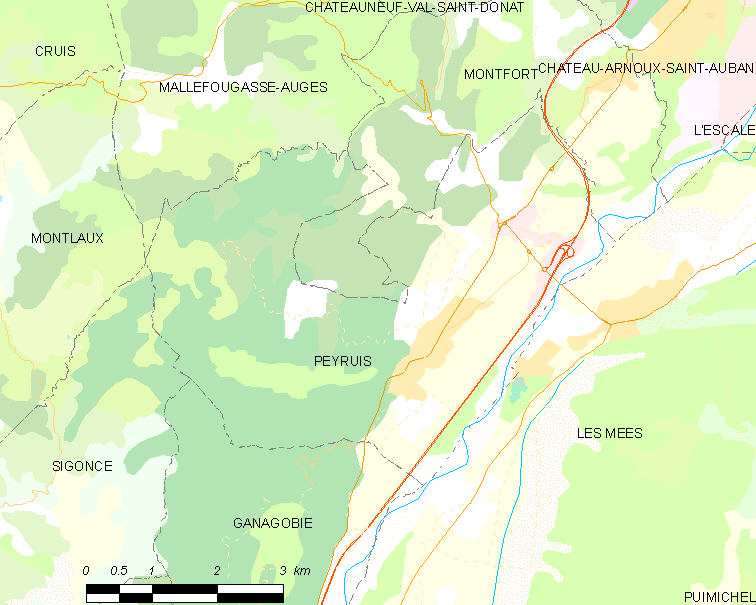
Peyruis et les communes voisines (Cliquez sur la carte pour accéder à une grande carte avec la légende).

Les communes limitrophes de Peyruis sont Montfort, Château-Arnoux-Saint-Auban, Les Mées, Ganagobie, Sigonce, Montlaux et Mallefougasse-Augès.

### Géologie

Massif des Alpes et localisation des Préalpes de Digne.

Le territoire se situe sur des formations calcaires provençales du Jurassique supérieur et du Crétacé inférieur (roches sédimentaires issues d'un ancien océan alpin), entre trois formations géologiques majeures des Alpes :
- la nappe de Digne à l'est[4], au niveau du lobe de Valavoire[5] : il s'agit d'une nappe de charriage, c'est-à-dire d'une dalle épaisse de près de 5 000 m qui s'est déplacée vers le sud-ouest durant l'Oligocène et la fin de la formation des Alpes. Les lobes (ou écaille) correspondent à la bordure découpée à l'ouest de la nappe.
- la faille de la Durance au sud ouest, dans la vallée ;
- le Plateau de Valensole au sud-est : bassin molassique du Miocène et du Pliocène composé de roches sédimentaires détritiques (dépôts liés à l'érosion des montagnes apparues à l'Oligocène).

### Topographie

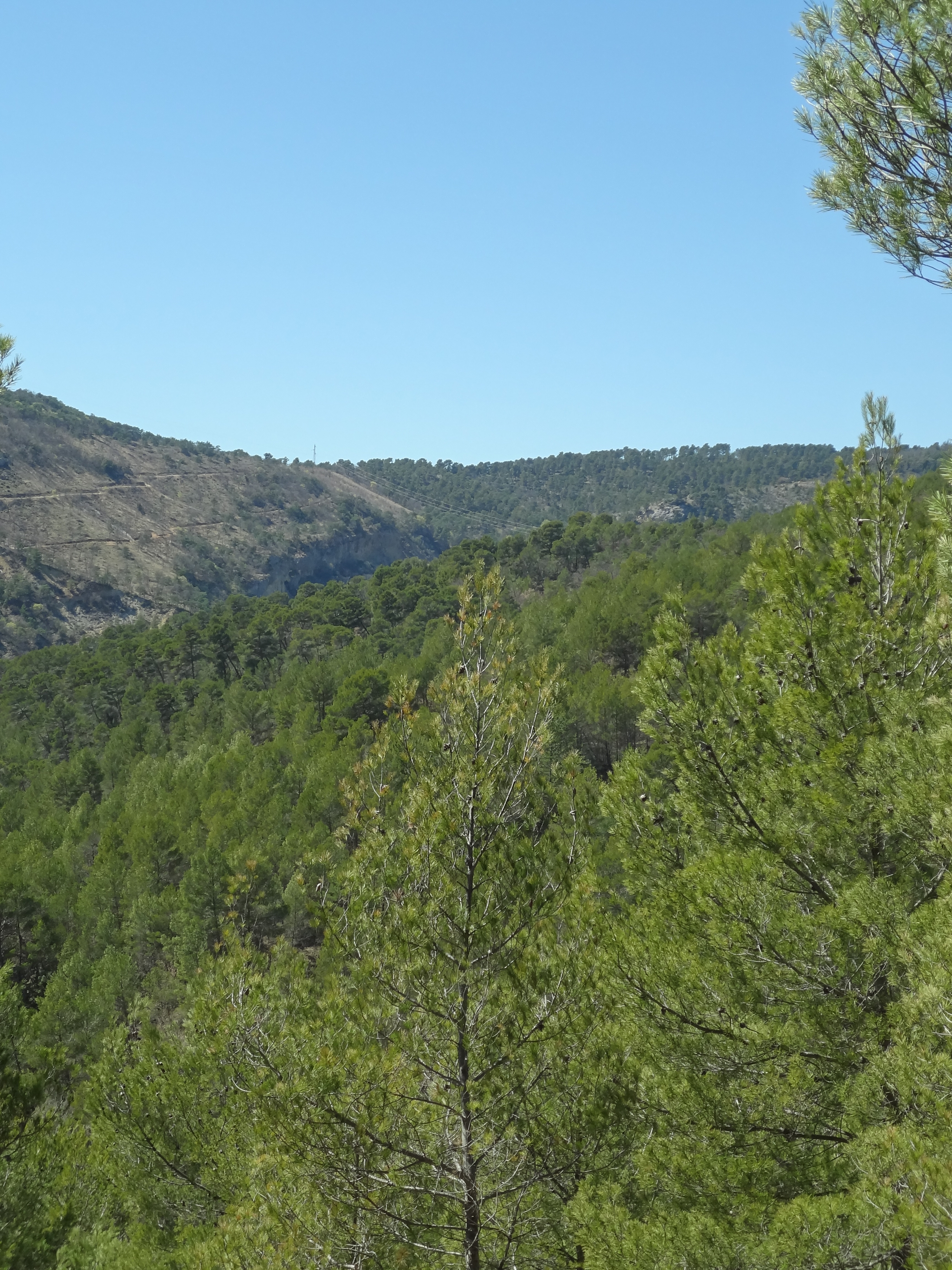
Ravin du Beuvon.

Le territoire se situe dans la partie est de la vallée de la Durance.

### Hydrographie
Peyruis est située sur la rive droite de la Durance ; c'est une rivière à la fois alpine et méditerranéenne, à la morphologie bien particulière. Elle est dite « capricieuse », et autrefois était redoutée pour ses crues (elle était appelée le 3e fléau de la Provence) aussi bien que pour ses étiages. Elle est aménagée avec une digue de 3 km qui protège des crues de la rivière.

### Climat
Pour des articles plus généraux, voir Climat de Provence-Alpes-Côte d'Azur et Climat des Alpes-de-Haute-Provence.
En 2010, le climat de la commune est de type climat méditerranéen altéré, selon une étude du Centre national de la recherche scientifique s'appuyant sur une série de données couvrant la période 1971-2000. En 2020, Météo-France publie une typologie des climats de la France métropolitaine dans laquelle la commune est exposée à un climat de montagne ou de marges de montagne et est dans la région climatique Alpes du sud, caractérisée par une pluviométrie annuelle de 850 à 1 000 mm, minimale en été.
Pour la période 1971-2000, la température annuelle moyenne est de 12,4 °C, avec une amplitude thermique annuelle de 17,6 °C. Le cumul annuel moyen de précipitations est de 784 mm, avec 6,2 jours de précipitations en janvier et 4 jours en juillet. Pour la période 1991-2020, la température moyenne annuelle observée sur la station météorologique de Météo-France la plus proche, « Saint-Auban », sur la commune de Château-Arnoux-Saint-Auban à 9 km à vol d'oiseau, est de 13,4 °C et le cumul annuel moyen de précipitations est de 714,2 mm. 
La température maximale relevée sur cette station est de 42,2 °C, atteinte le 28 juin 2019 ; la température minimale est de −13,4 °C, atteinte le 10 janvier 1985,,.
Les paramètres climatiques de la commune ont été estimés pour le milieu du siècle (2041-2070) selon différents scénarios d'émission de gaz à effet de serre à partir des nouvelles projections climatiques de référence DRIAS-2020. Ils sont consultables sur un site dédié publié par Météo-France en novembre 2022.

### Occupation du sol
La commune compte 900 ha de bois et forêts, soit 39 % de sa superficie.
Hameaux : Piousin, Gaud

### Risques naturels et technologiques

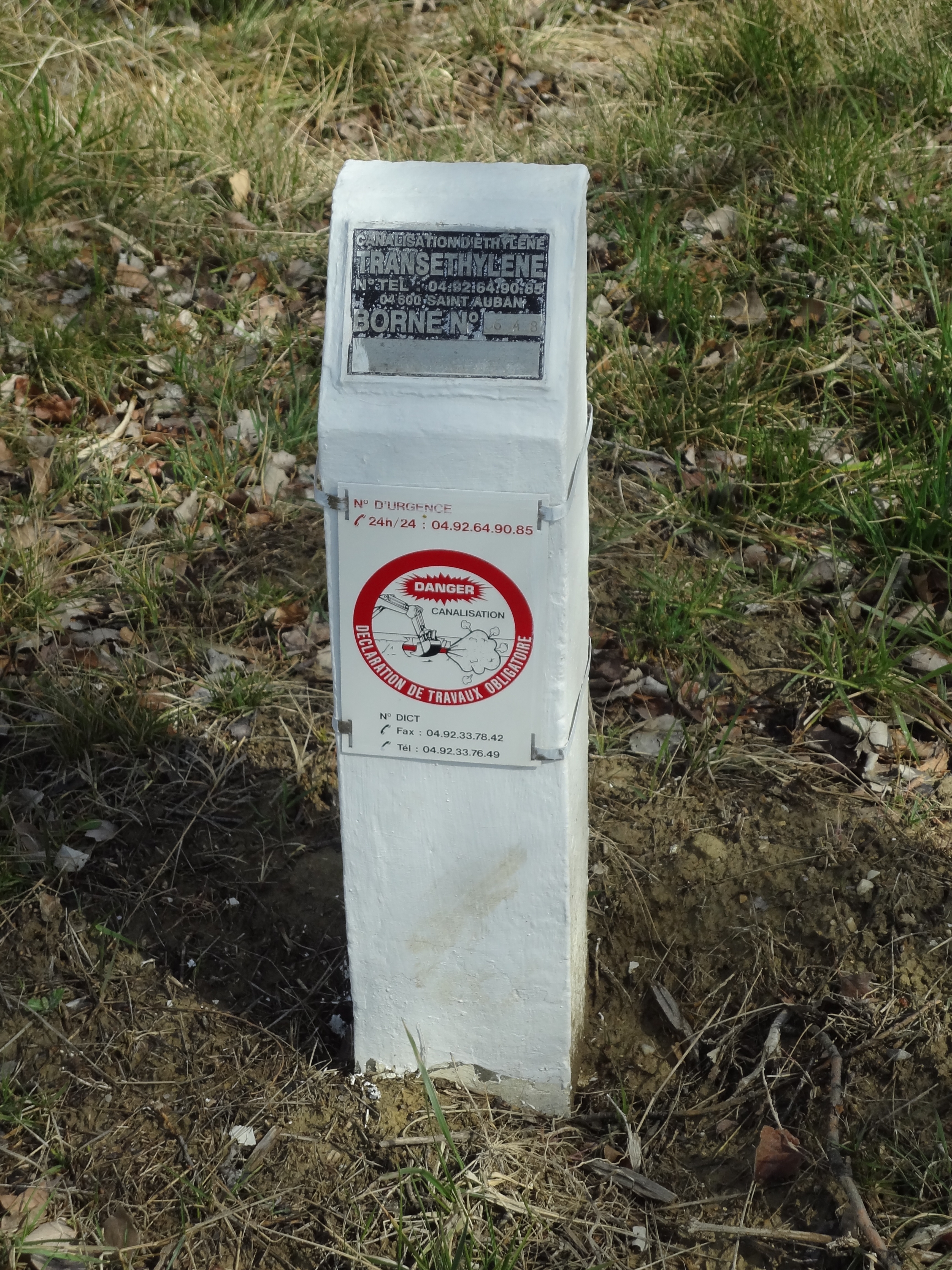
Potelet signalant le danger de la canalisation Transéthylène.

Aucune des 200 communes du département n'est en zone de risque sismique nul. L'ancien canton de Peyruis est en zone 2 (sismicité moyenne) selon la classification déterministe de 1991, basée sur les séismes historiques, et en zone 4 (risque moyen) selon la classification probabiliste EC8 de 2011. La commune de Peyruis est également exposée à trois autres risques naturels, :
- feu de forêt,
- inondation (dans la vallée de la Durance),
- mouvement de terrain : quelques versants de la commune sont concernés par un aléa moyen à fort[18] (ce risque n’est pas pris en compte par la base de données du ministère de l’Environnement[16]).

La commune de Peyruis est de plus exposée à plusieurs risques d’origine technologique :
- celui de transport de matières dangereuses, par rail, route et canalisations[17], principalement destinés à fournir en matières premières les usines Arkema de Saint-Auban et Sanofi de Sisteron[19] :
  - en ce qui concerne la voie ferrée, c’est la ligne de Lyon à Marseille (via Grenoble) qui traverse la commune (et le village)[20] ;
  - l’autoroute A51 et la départementale RD4096 (ancienne route nationale 96) peuvent être empruntées par les transports routiers de marchandises dangereuses[20] ;
  - enfin, la canalisation Transéthylène qui transporte de l’éthylène vers l’usine de Saint-Auban traverse la commune et constitue donc un facteur de risque supplémentaire[21] ;
- le risque de rupture de barrage : en cas de rupture du barrage de Serre-Ponçon, toute la vallée de la Durance serait menacée par l’onde de submersion[22]  ;
- le risque industriel : les accidents de l’usine Arkema de Saint-Auban, classée Seveso seuil haut, menacent la commune[17] .

Le plan de prévention des risques naturels prévisibles (PPR) de la commune a été approuvé en 2004 pour les risques d’inondation, de mouvement de terrain et de séisme  et le Dicrim existe depuis 2010. La commune est de plus incluse dans le plan particulier d'intervention de l’usine Arkema .
Le dernier tremblement de terre fortement ressenti à Peyruis est celui du 23 février 1887, dont l’épicentre était situé à Bussana Vecchia, et qui a été ressenti avec une intensité macro-sismique ressentie de VII sur l’échelle MSK.

### Transports
Il existe une navette régulière en autocar entre Peyruis et Château-Arnoux-Saint-Auban.

## Urbanisme

### Typologie
Au 1er janvier 2024, Peyruis est catégorisée bourg rural, selon la nouvelle grille communale de densité à 7 niveaux définie par l'Insee en 2022.
Elle appartient à l'unité urbaine de Peyruis, une unité urbaine monocommunale constituant une ville isolée,. La commune est en outre hors attraction des villes,.

### Occupation des sols
L'occupation des sols de la commune, telle qu'elle ressort de la base de données européenne d’occupation biophysique des sols Corine Land Cover (CLC), est marquée par l'importance des forêts et milieux semi-naturels (64,3 % en 2018), une proportion identique à celle de 1990 (64,3 %). La répartition détaillée en 2018 est la suivante : 
forêts (52,6 %), terres arables (18,1 %), zones agricoles hétérogènes (7,2 %), zones urbanisées (6,6 %), milieux à végétation arbustive et/ou herbacée (6,2 %), espaces ouverts, sans ou avec peu de végétation (5,6 %), zones industrielles ou commerciales et réseaux de communication (3,8 %).
L'évolution de l’occupation des sols de la commune et de ses infrastructures peut être observée sur les différentes représentations cartographiques du territoire : la carte de Cassini (XVIIIe siècle), la carte d'état-major (1820-1866) et les cartes ou photos aériennes de l'IGN pour la période actuelle (1950 à aujourd'hui).

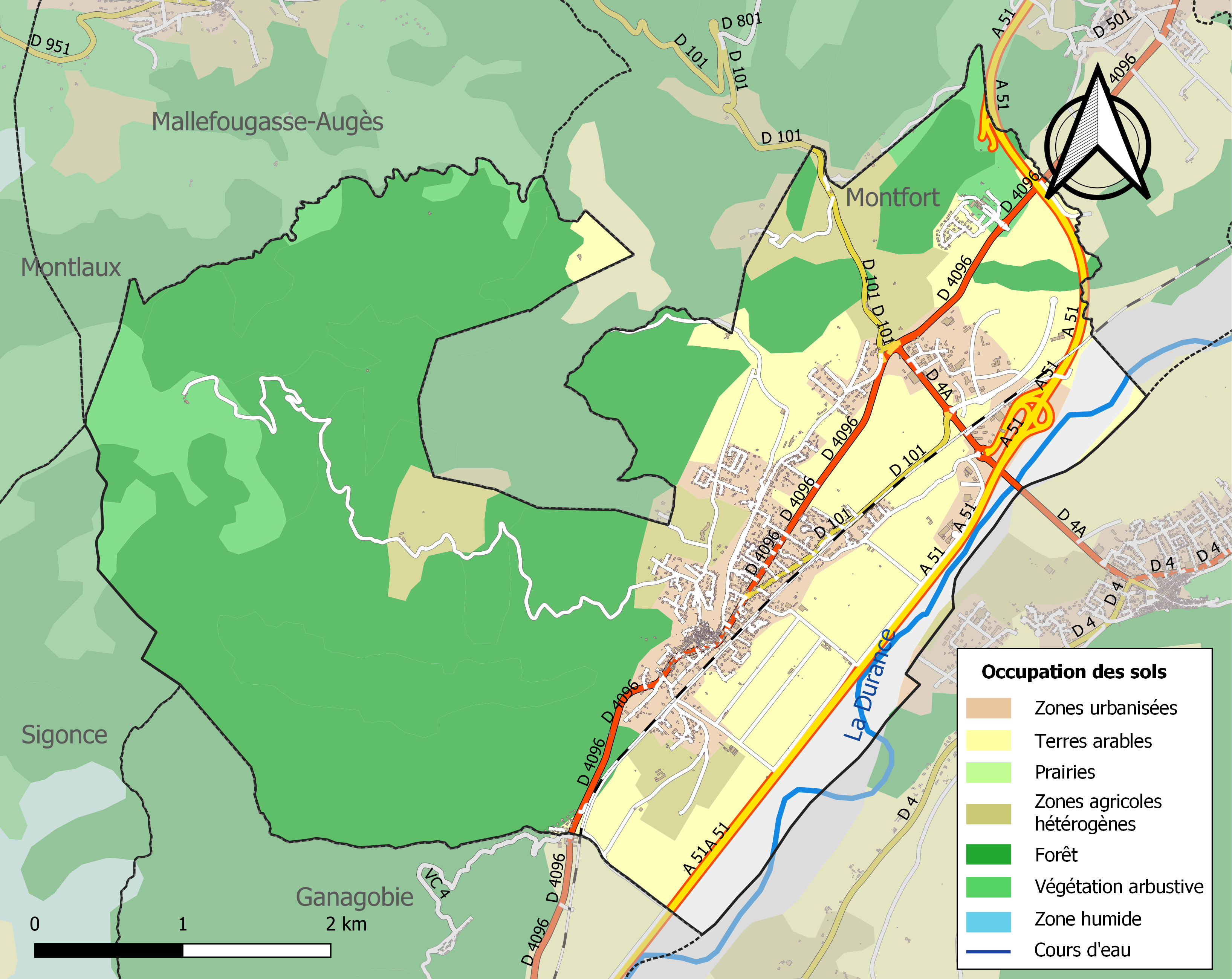
Carte de l'occupation des sols de la commune en 2018 (CLC).

## Toponymie
Le nom de la localité est attesté sous la forme Petrozium en 1068, Petrosium  en 1086. Le lundi 12 juillet 1386, Jean Lefèvre, évêque de Chartres et chancelier des Comtes de Provence, gîte dans la forteresse, un simple château fortifié, qu'il appelle Pierwez.
- Selon Jules Reymond, son nom viendrait de Petronius ruit, consul romain tombé dans une embuscade. L'origine du village remonterait au IIe ou au IIIe siècle[33] ;
- Selon Ernest Nègre son nom fait allusion au territoire pierreux (latin petra + ucium)[34].

Peyruis se nomme Peiruís en provençal de norme classique et Peirui en provençal de norme mistralienne.

## Histoire

### Préhistoire et Antiquité
Dans l’Antiquité, le territoire de Peyruis fait partie de celui des Sogiontiques (Sogiontii), dont le territoire s’étend du sud des Baronnies à la Durance. Les Sogiontiques sont fédérés aux Voconces, et après la conquête romaine, ils sont rattachés avec eux à la province romaine de Narbonnaise. Au IIe siècle, ils sont détachés des Voconces et forment une civitas distincte, avec pour capitale Segustero (Sisteron).

### Moyen Âge

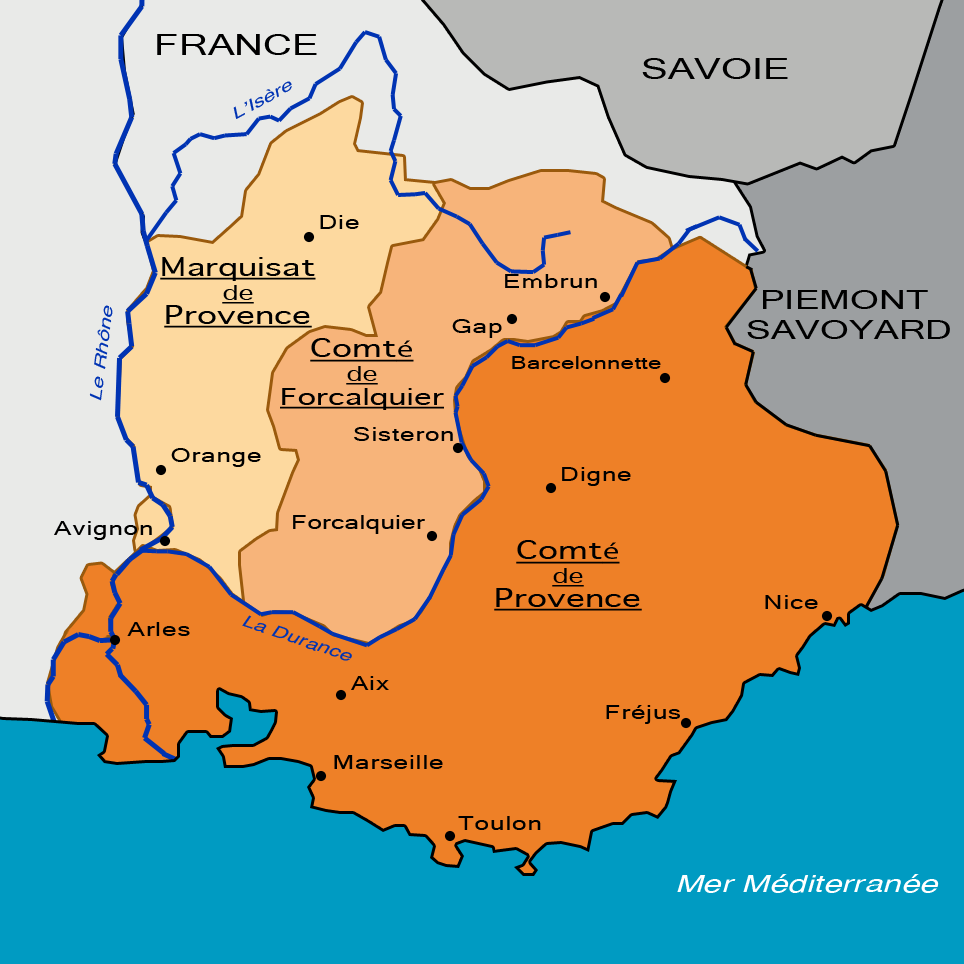
En 1125, le territoire fait partie du comté de Forcalquier.

Vers 500, saint Donnat se retire à proximité (lieu-dit combe de saint Donnat).
Alors que le sud-est de la Gaule était une terre burgonde, le roi des Ostrogoths Théodoric le Grand fait la conquête de la région entre la Durance, le Rhône et l’Isère en 510. La commune dépend donc brièvement à nouveau de l’Italie, jusqu’en 526. En effet, pour se réconcilier avec le roi burgonde Gondemar III, la régente ostrogothe Amalasonthe lui rend ce territoire.
Un élément reste fixe depuis la fin de l'Antiquité : la limite occidentale de la commune reste fixée sur le sommet de la colline de Tourdeaux, important repère visuel dans le paysage, et qui fut le siège d'un oppidum à l'époque gauloise. La persistance d'une telle borne territoriale semble un processus courant, qui explique l'imbrication compliquée des communes de Peyruis et Montfort.
La localité est signalée pour la première fois dans les chartes en 963 ou 967 lorsque l’évêque de Sisteron donne les dîmes de la communauté à l’abbaye de Ganagobie, dont relève également l’église Saint-Pierre. Au XIIe siècle, l’église appartenait à l’abbaye Saint-André de Villeneuve-lès-Avignon, qui en percevait les revenus. Vers 1150, un château existait sur le sommet de Piouzin (626 m).
Le 29 juin 1220, les accords de Meyrargues sont signés entre Guillaume de Sabran et Raymond Bérenger IV de Provence, au sujet du comté de Forcalquier qu'ils se disputaient. Le nord du comté, de Forcalquier incluse jusqu'au Buëch alla au comte de Provence, moins quelques enclaves comme Peyruis qui resta à Guillaume de Sabran.
Le village est propriété du comte de Provence, puis donné en 1319 à Pierre de Vie. Lors de la crise ouverte par la mort de la reine Jeanne Ire, Georges et Raymond Bérenguier, co-seigneurs de Peyruis, soutiennent Charles de Duras contre Louis Ier d'Anjou. Le ralliement de Sisteron à la cause angevine, en novembre, entraîne leur changement d’engagement, et ils prêtent hommage le 2 décembre 1385. Le premier passage de Bohémiens est signalé le 2 octobre 1419.

### Temps modernes
Honorat de Peyruis, seigneur du lieu depuis 1456, en est dépossédé en 1481, au profit de Palamède de Forbin, premier gouverneur de la Provence rattachée à la France. Sa famille lui succède jusqu'en 1647:
- Antoine de Forbin (1492-1505)
- Antoine d'Adalsa (1505-1519)
- Gaspar de Forbin (1519-1537)
- Pierre de Glandèves (1537-1538)
- Gaspar de Glandèves (1538-1597)
- Antoine Albéras (1597-1598)
- François de Foresta (1598-1619)
- Marguerite de Foresta (1619-1624)
- Renée de Forbin (1624-1637)
- Marc Antoine de Vento, son époux (1637-1642)
- Nicolas de Vento (1642-1647).

### Époque moderne
La région de Provence, que les protestants prennent en 1562, subit des massacres avant de repasser aux mains de la royauté française.
Bien situé sur l’axe suivant la vallée de la Durance, Peyruis possède une foire au XVIIIe siècle, et un péage sur la route allant de Sisteron à Manosque. En 1720, année de la peste de Marseille, une souscription publique est lancée pour construire une chapelle Saint-Roch, saint considéré traditionnellement comme protecteur de la peste.

### Révolution française
Durant la Révolution, la commune compte une société patriotique, créée après la fin de 1792, épurée le 5 frimaire an III par le représentant en mission Gauthier. Le château, symbole de la féodalité, est démoli. L’éphémère commune de Piosin lui est rattachée dès le début de la Révolution.
Le 27 septembre 1793, la chapelle Saint-Roch est vendue comme bien national. Elle est ensuite rachetée par la commune.

### Époque contemporaine

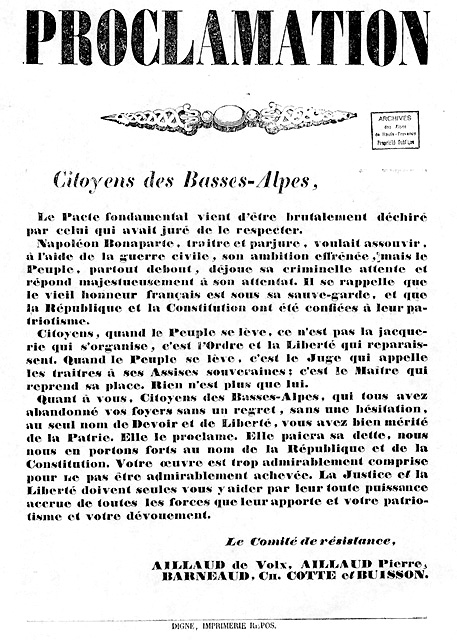
Proclamation contre le coup d'État de 1851 dans les Basses Alpes.

En 1851, à la suite du coup d'État du 2 décembre de Louis-Napoléon Bonaparte, les pays de Sisteron, Forcalquier, Manosque développent une résistance pour défendre la République : 15 000 hommes en armes sont mobilisés. Les résistants prennent le contrôle de la préfecture à Digne, et forment un « Comité départemental de résistance ». L'armée, ralliée à Napoléon III, vient à bout de ce mouvement. Après l’échec de l’insurrection, une sévère répression poursuit ceux qui se sont levés pour défendre la République : 26 habitants de Peyruis sont traduits devant la commission mixte, la majorité étant condamnés à la déportation en Algérie.
Comme de nombreuses communes du département, Peyruis se dote d’une école bien avant les lois Jules Ferry : en 1863, elle en possède déjà une qui dispense une instruction primaire aux garçons, au chef-lieu. La même instruction n’est donnée aux filles, la loi Falloux (1851) imposant l’ouverture d’une école de filles aux communes de plus de 800 habitants. La commune profite des subventions de la deuxième loi Duruy (1877) pour construire une école neuve. Par contre, la commune voisine d’Augès (dont une partie du territoire a été rattaché à Peyruis, dont le site de l’ancien village) ne possède aucune école jusqu’aux lois Ferry.

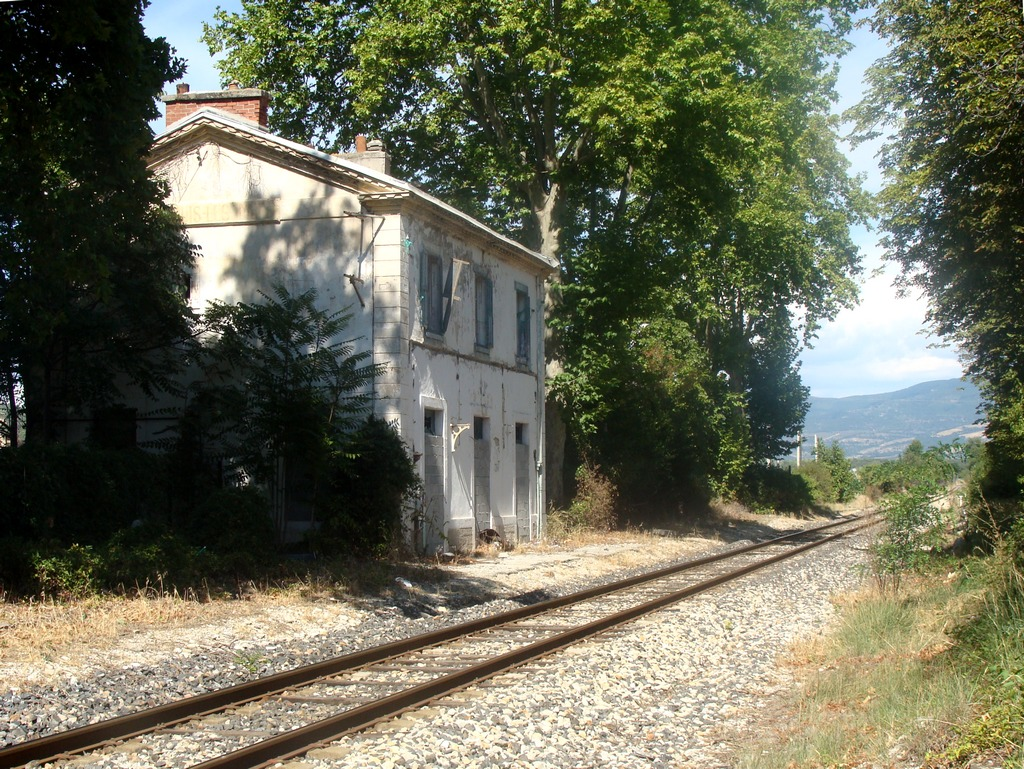
Gare de Peyruis, aujourd’hui désaffectée.

Comme toute la France, la commune compte des hommes morts au front durant la Première Guerre mondiale.
Durant la Seconde Guerre mondiale, le département est occupé par l'Italie de novembre 1942 à septembre 1943, puis par l'Allemagne nazie jusqu'en août 1944. Le 1er mai 1943, des pylônes électriques sont sabotés par l’armée secrète (AS). À partir du 15 août, les ponts sur la Durance sont bombardés, ceux qui ne sont pas détruits sont sabotés par la Résistance.
Pour préparer le débarquement de Provence, deux équipes Jedburgh sont parachutées les 8 et 9 août afin d’agir sur les arrières allemands, et notamment sur les voies de communication. Disposant du soutien de 3 000 FFI, elles prennent le contrôle de la RN 96 qui permet de remonter la vallée de la Durance de Manosque à Veynes. Au cours des opérations suivant le débarquement, les forces alliées franchissent très tôt les premières défenses allemandes, et se lancent dans de rapides offensives de débordement, afin de couper les voies de retraite à la Wehrmacht. Une colonne, partie le 17 août de Vidauban, franchit la Durance le 20 août au sud de Mirabeau. Le 143e régiment d’infanterie US forme une colonne qui remonte la vallée de la Durance toute la journée du 20 août et libère les villes et villages sur son passage, dont Peyruis.
Jusqu’au milieu du XXe siècle, la vigne était cultivée à Peyruis. Plusieurs dizaines d’hectares produisaient un vin destiné à l’autoconsommation et à la vente sur les marchés locaux. Cette culture est aujourd’hui abandonnée.
En 1975, la plus grande partie du territoire d'Augès, commune fusionnée avec Mallefougasse en 1972, est rattachée à Peyruis, cet échange de territoire se faisant à la demande des propriétaires. Mallefougasse-Augès ne conserve finalement que 111 hectares de l'ancienne commune dont elle porte le nom.

## Politique et administration

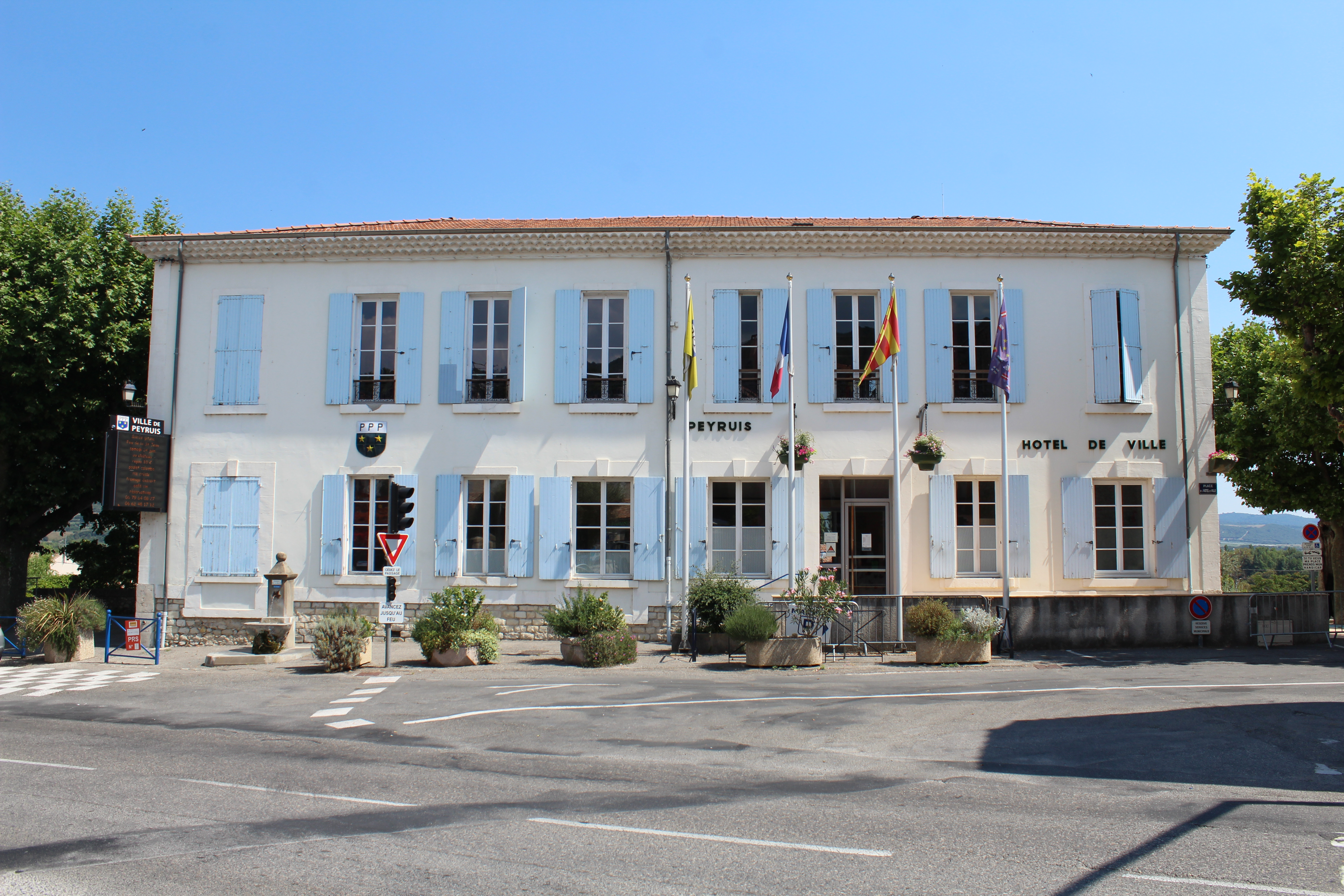
Mairie.

### Administration municipale
De par sa taille, la commune dispose d'un conseil municipal de 19 membres (article L2121-2 du Code général des collectivités territoriales). Lors du scrutin de 2008, il y eut deux tours (tous élus au second tour) et Louis Costa a été élu conseiller municipal au second tour avec le cinquième total de 609 voix, soit 40,01 % des suffrages exprimés. La participation a été de 82,00 % (au second tour). Elle a ensuite été nommée maire par le conseil municipal.
Depuis l'été 2009, la mairie offre gratuitement aux associations pour leur déplacement un mini-bus de huit places plus le chauffeur.

### Liste des maires
L'élection du maire est la grande innovation de la Révolution de 1789. De 1790 à 1795, les maires sont élus au suffrage censitaire pour deux ans. De 1795 à 1800, il n’y a pas de maires, la commune se contente de désigner un agent municipal qui est délégué à la municipalité de canton.
En 1799-1800, le Consulat revient sur l'élection des maires, qui sont désormais nommés par le pouvoir central. Ce système est conservé par les régimes suivants, à l'exception de la Deuxième République (1848-1851). Après avoir conservé le système autoritaire, la Troisième République libéralise par la loi du 5 avril 1884 l'administration des communes : le conseil municipal, élu au suffrage universel, élit le maire en son sein.
| Période                                  | Période    | Identité               | Étiquette        | Qualité |
| ---------------------------------------- | ---------- | ---------------------- | ---------------- | --- |
| Les données manquantes sont à compléter. |            |                        |                  | |
| 1830                                     | 1838       | Pierre François Ricard |                  | |
| 1843                                     | 1848       | Pierre François Ricard |                  | |
| 1er septembre 1848                       |            | Pierre François Ricard |                  | |
|                                          | 1881       | Bouissière             |                  | |
| 1881                                     |            | Rabanin                |                  | |
| 1885                                     |            | Bérenguier             |                  | |
|                                          |            | Chabrier               |                  | |
| 1896                                     |            | Daumas                 |                  | |
|                                          |            | Pélissier              |                  | |
| Les données manquantes sont à compléter. |            |                        |                  | |
| mai 1945                                 | ?          | Eugène Jullien         |                  | |
| Les données manquantes sont à compléter. |            |                        |                  | |
| Maire en 1971 et 1978                    | ?          | Louis Jourdan          | PCF              | Commerçant Conseiller général de Peyruis (1964 → 1970 et 1976 → 1982)                                                                       |
| mars 1983                                | mars 2008  | Francis Galizi         | UDF-CDS puis UMP | Contremaître en industrie chimique Député des Alpes-de-Haute-Provence (1re circ.) (1994 → 1997) Conseiller général de Peyruis (1982 → 2008) |
| mars 2008                                | avril 2014 | Louis Costa            | DVD,             | |
| avril 2014                               | En cours   | Patrick Vivos          | DVG              | Ancien cadre Vice-président de Provence-Alpes Agglomération                                                                                 |

### Intercommunalité
Peyruis a fait partie, de 2001 à 2016, de la communauté de communes de la Moyenne Durance ; depuis le 1er janvier 2017, elle est membre de la communauté d'agglomération Provence-Alpes Agglomération.

### Fiscalité locale
| Taxe                                        | Part communale | Part intercommunale | Part départementale | Part régionale |
| ------------------------------------------- | -------------- | ------------------- | ------------------- | -------------- |
| Taxe d'habitation                           | 8,81 %         | 0,00 %              | 5,53 %              | 0,00 %         |
| Taxe foncière sur les propriétés bâties     | 26,50 %        | 0,00 %              | 14,49 %             | 2,36 %         |
| Taxe foncière sur les propriétés non bâties | 93,31 %        | 0,00 %              | 47,16 %             | 8,85 %         |
| Taxe professionnelle                        | 0,00 %         | 20,12 %             | 10,80 %             | 3,84 %         |

La part régionale de la taxe d'habitation n'est pas applicable.
La taxe professionnelle est remplacée en 2010 par la cotisation foncière des entreprises (CFE) portant sur la valeur locative des biens immobiliers et par la contribution sur la valeur ajoutée des entreprises (CVAE) (les deux formant la contribution économique territoriale (CET) qui est un impôt local instauré par la loi de finances pour 2010).

## Population et société

### Démographie
L'évolution du nombre d'habitants est connue à travers les recensements de la population effectués dans la commune depuis 1765. Pour les communes de moins de 10 000 habitants, une enquête de recensement portant sur toute la population est réalisée tous les cinq ans, les populations de référence des années intermédiaires étant quant à elles estimées par interpolation ou extrapolation. Pour la commune, le premier recensement exhaustif entrant dans le cadre du nouveau dispositif a été réalisé en 2005.

En 2022, la commune comptait 2 796 habitants, en évolution de −2,48 % par rapport à 2016 (Alpes-de-Haute-Provence : +2,84 %, France hors Mayotte : +2,11 %).
| 1765 | 1793 | 1800 | 1806 | 1821 | 1831 | 1836 | 1841 | 1846 |
| ---- | ---- | ---- | ---- | ---- | ---- | ---- | ---- | ---- |
| 646  | 570  | 581  | 714  | 710  | 868  | 877  | 873  | 851  |

| 1851 | 1856 | 1861 | 1866 | 1872 | 1876 | 1881 | 1886 | 1891 |
| ---- | ---- | ---- | ---- | ---- | ---- | ---- | ---- | ---- |
| 809  | 811  | 774  | 773  | 842  | 829  | 720  | 823  | 779  |

| 1896 | 1901 | 1906 | 1911 | 1921 | 1926 | 1931 | 1936 | 1946 |
| ---- | ---- | ---- | ---- | ---- | ---- | ---- | ---- | ---- |
| 802  | 756  | 719  | 715  | 635  | 616  | 626  | 600  | 797  |

| 1954 | 1962  | 1968  | 1975  | 1982  | 1990  | 1999  | 2005  | 2006  |
| ---- | ----- | ----- | ----- | ----- | ----- | ----- | ----- | ----- |
| 901  | 1 343 | 1 604 | 1 627 | 1 699 | 2 036 | 2 217 | 2 430 | 2 438 |

| 2010  | 2015  | 2020  | 2022  | - | - | - | - | - |
| ----- | ----- | ----- | ----- | - | - | - | - | - |
| 2 689 | 2 849 | 2 801 | 2 796 | - | - | - | - | - |

| 1315    | 1471    |
| ------- | ------- |
| 97 feux | 49 feux |

### Enseignement
La commune est dotée de deux écoles, une école maternelle et une école primaire,. Ensuite les élèves sont affectés au collège Camille-Reymond à Château-Arnoux,. Puis les élèves sont dirigés vers le lycée de la cité scolaire Paul-Arène à Sisteron, Ou à Digne au lycée Pierre Gilles de Gènes ou au lycée Alexandra David Neel.

### Sports
La commune dispose de plusieurs associations sportives : Entente Sportive de Moyenne Durance (Football), La Boule Ferrée Peyruisienne (Jeu de boules), Fit Gym, Judo Club. La commune est aussi le siège du Comité Départemental de Handball.

### Santé
La commune dispose de trois médecins, un dentiste, d'une pharmacie et d'infirmiers. On trouve un hôpital local aux Mées. Le Centre Hospitalier le plus proche est celui de Sisteron à 24 km. 

## Économie

### Aperçu général
En 2009, la population active de Peyruis s’élevait à 1 175 personnes, dont 147 chômeurs(126 fin 2011). Ces travailleurs sont très majoritairement salariés (87 %) et travaillent majoritairement hors de la commune (69 %). L’économie, qui compte un secteur secondaire solide, est néanmoins majoritairement tertiaire.

### Agriculture
Fin 2010, le secteur primaire (agriculture, sylviculture, pêche) comptait 23 établissements actifs au sens de l’Insee (exploitants non-professionnels inclus) et deux emplois salariés.
Le nombre d’exploitations professionnelles, selon l’enquête Agreste du ministère de l’Agriculture, est de 31 en 2010. Il était de 32 en 2000, après une décennie d’effondrement (il y avait 72 exploitations en 1988). Actuellement, ces exploitants sont essentiellement tournés vers les cultures permanentes, arbres fruitiers et olivier (26 exploitations). Les grandes cultures, le maraîchage, l’élevage et la polyculture sont également présents dans la commune. De 1988 à 2000, la surface agricole utile (SAU) a baissé de moitié, de 593 à 314 ha. La SAU est stable dans les années 2000, à 318 ha, soit une superficie moyenne très réduite, de 10 ha.
La commune de Peyruis est dans le périmètre de deux labels appellation d'origine contrôlée (AOC), dont le banon, et de neuf labels indication géographique protégée (IGP) (petit épeautre, miel de Provence, agneau de Sisteron).
Parmi ces labels, ceux concernant le vin (alpes-de-haute-provence (IGP) blanc, rouge et rosé et VDP de Méditerranée blanc, rouge et rosé) ne sont pas utilisés, la vigne n’étant pas cultivée pour une production commerciale dans la commune.
La culture de l’olivier est pratiquée dans la commune depuis des siècles, tout en étant limitée à des surfaces restreintes. Le terroir de Peyruis se situe en effet à la limite altitudinale de l’arbre, qui ne peut que difficilement être exploité au-delà des 650 mètres. L’oliveraie de Peyruis occupait plusieurs dizaines d’hectares au début du XIXe siècle, et compte actuellement plusieurs milliers de pieds exploités. L’huile produite à partir des olives récoltées dans la commune bénéficie de l’AOC huile d’olive de Provence.

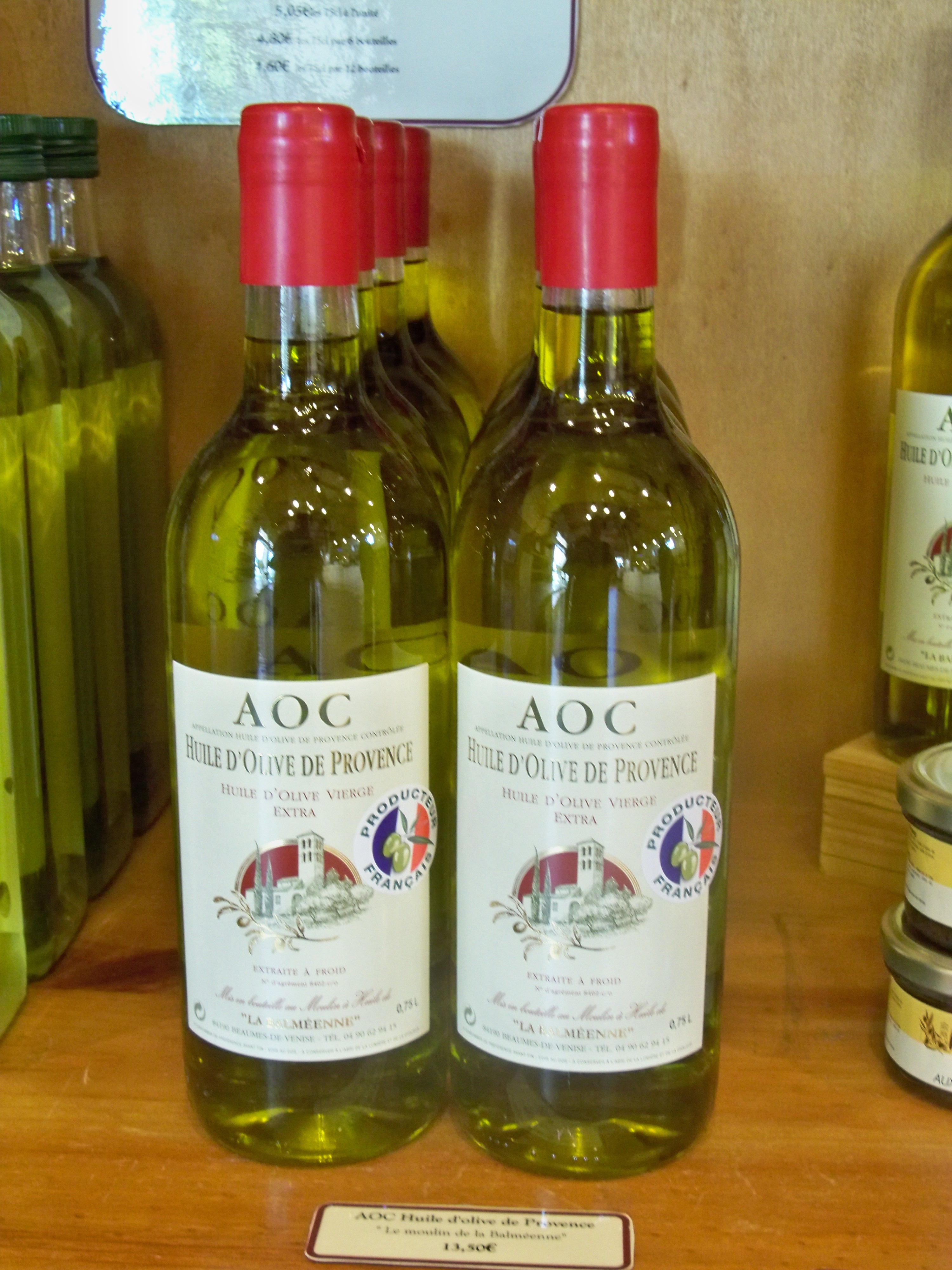
Huile de Provence AOC.
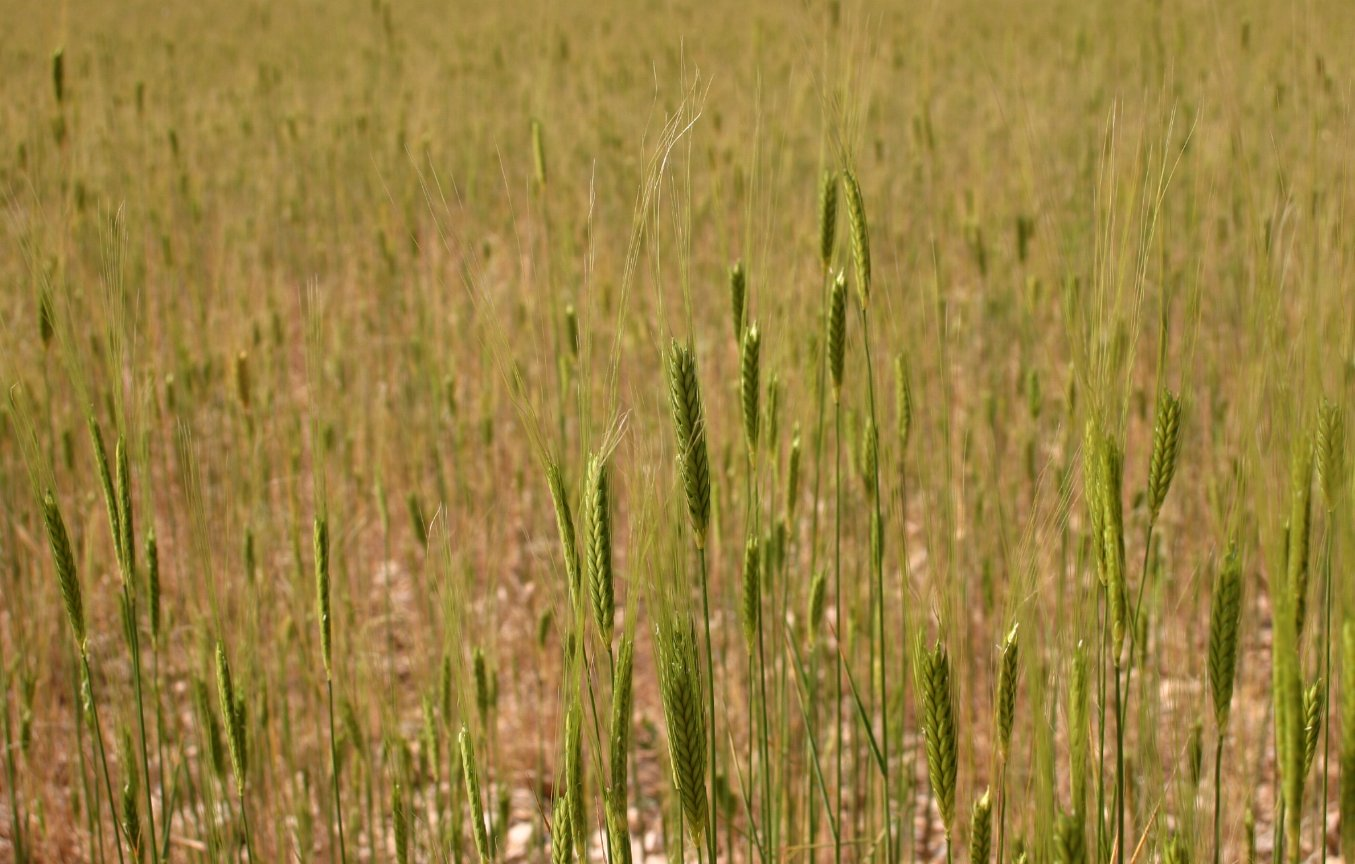
Petit épeautre.
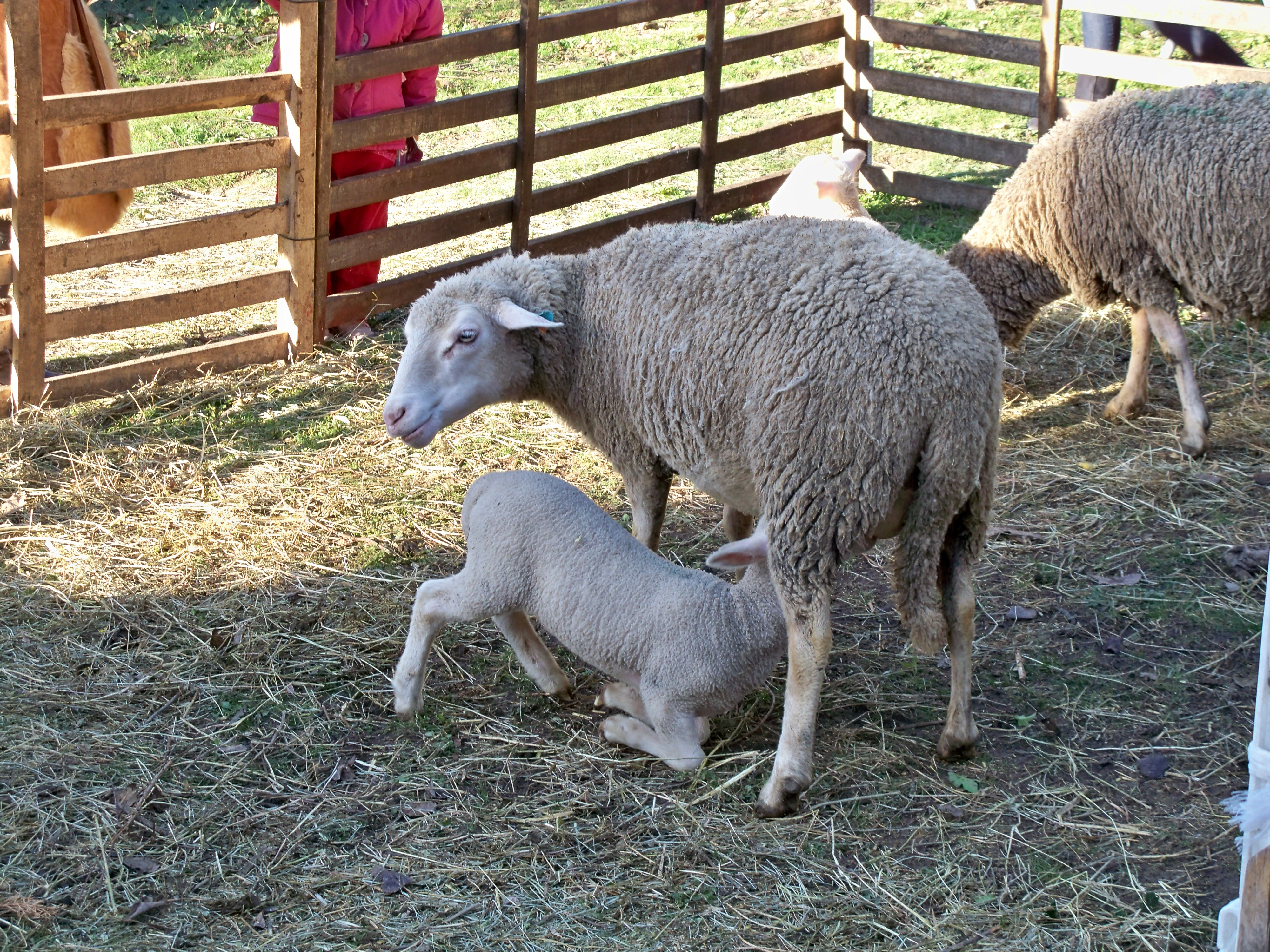
Agneau de Sisteron élevé sous sa mère.
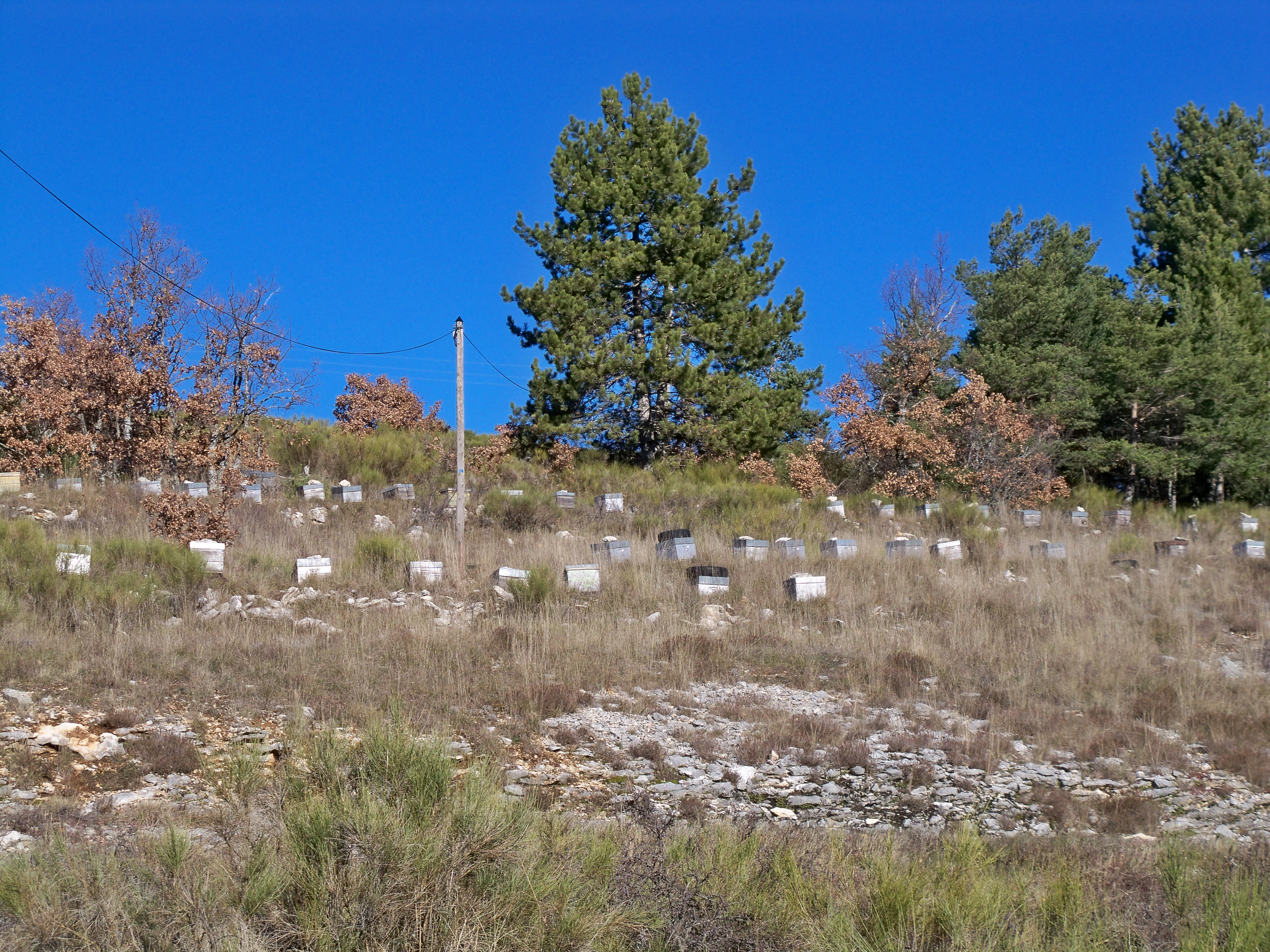
Ruches à la Combe du Pommier.
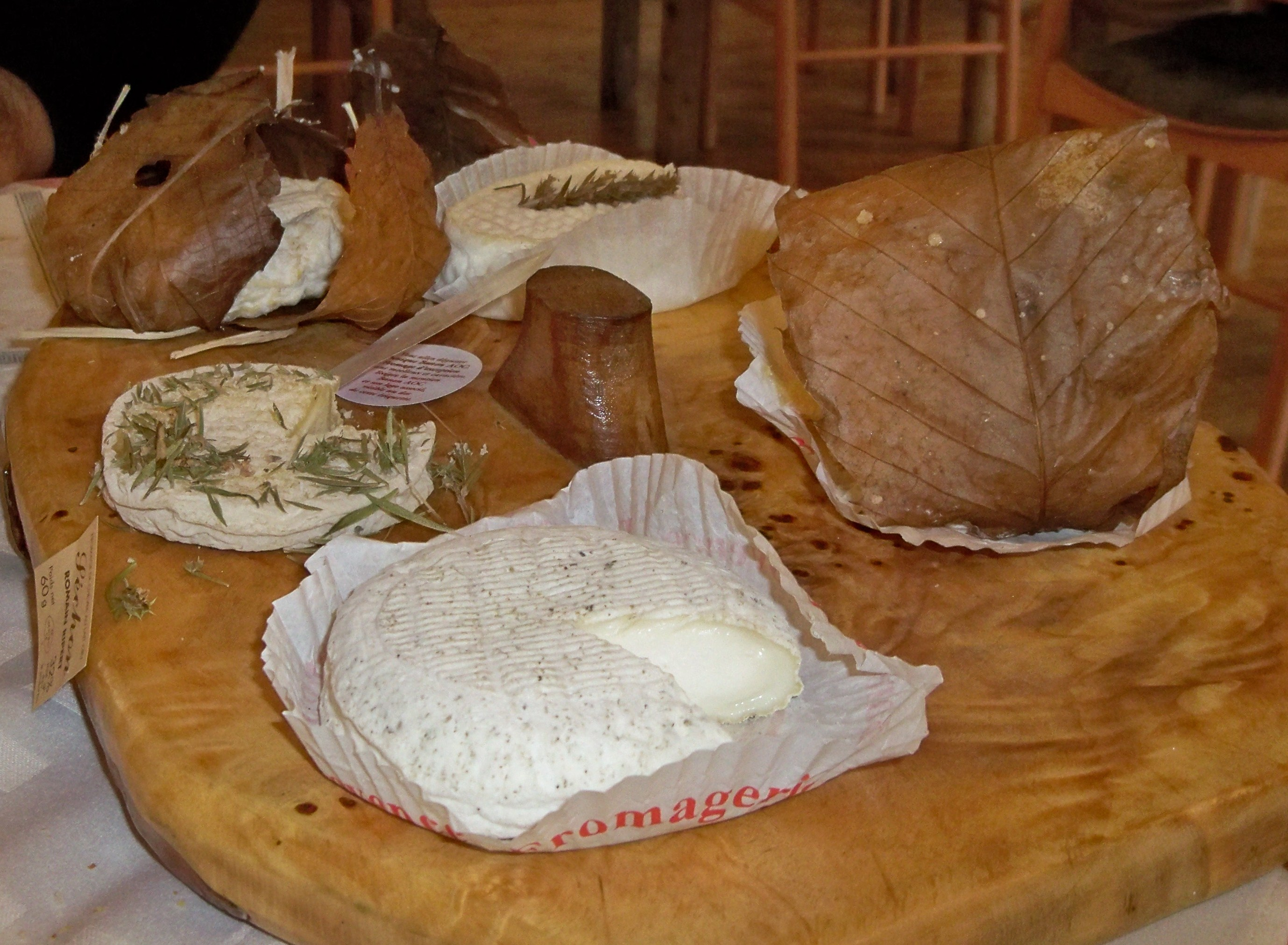
Plateau d'AOC Banon dans un restaurant de Revest-du-Bion.

### Artisanat et industrie
Fin 2010, le secteur secondaire (industrie et construction) comptait 62 établissements, employant 246 salariés.
L’industrie agro-alimentaire est représentée par deux établissements employant plus de 10 salariés :
- la confiserie Manon, avec 23 salariés[101] ;
- le confiturier Agro’novae, avec 30 salariés[102].

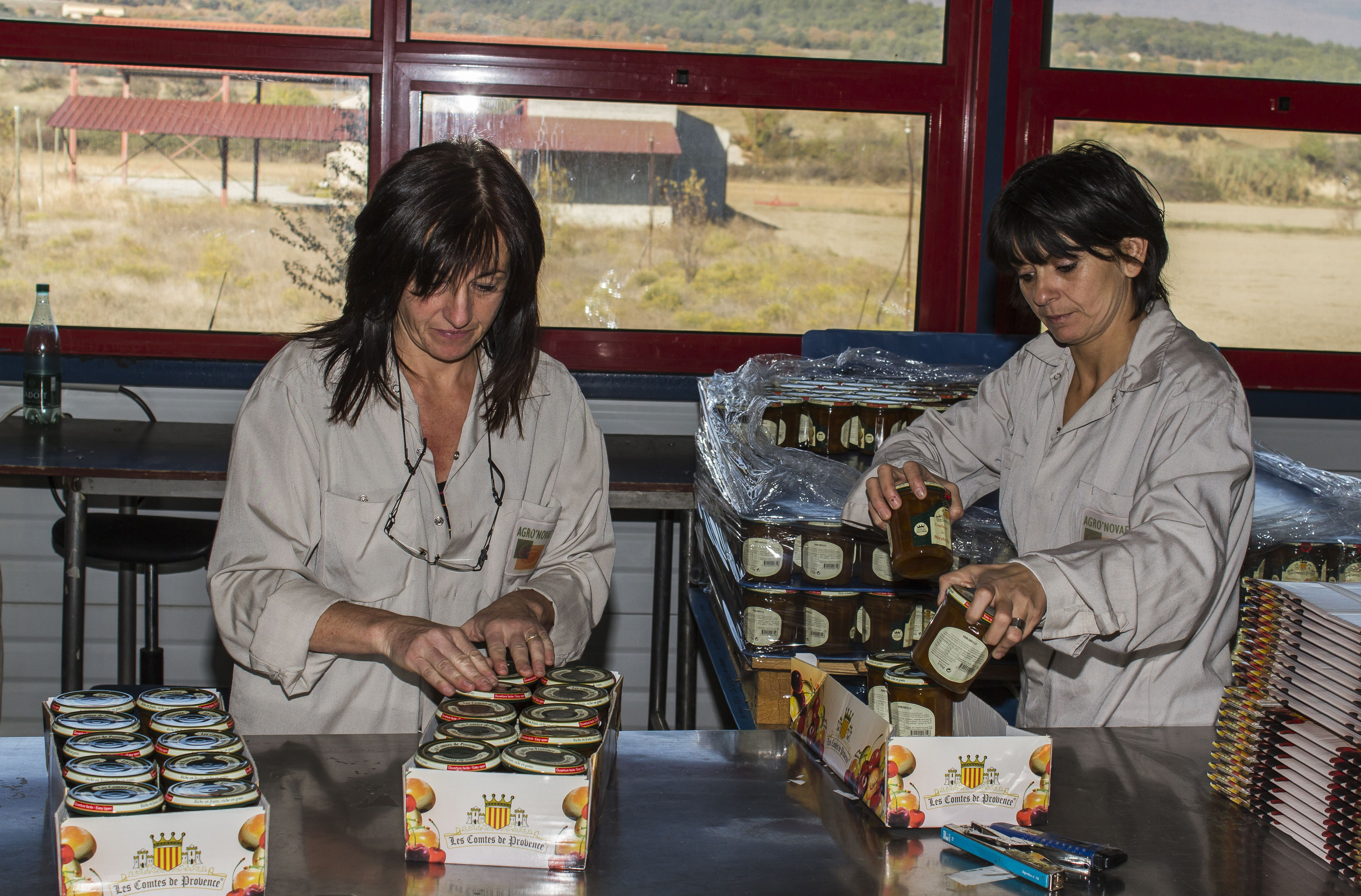
Emballage des confitures
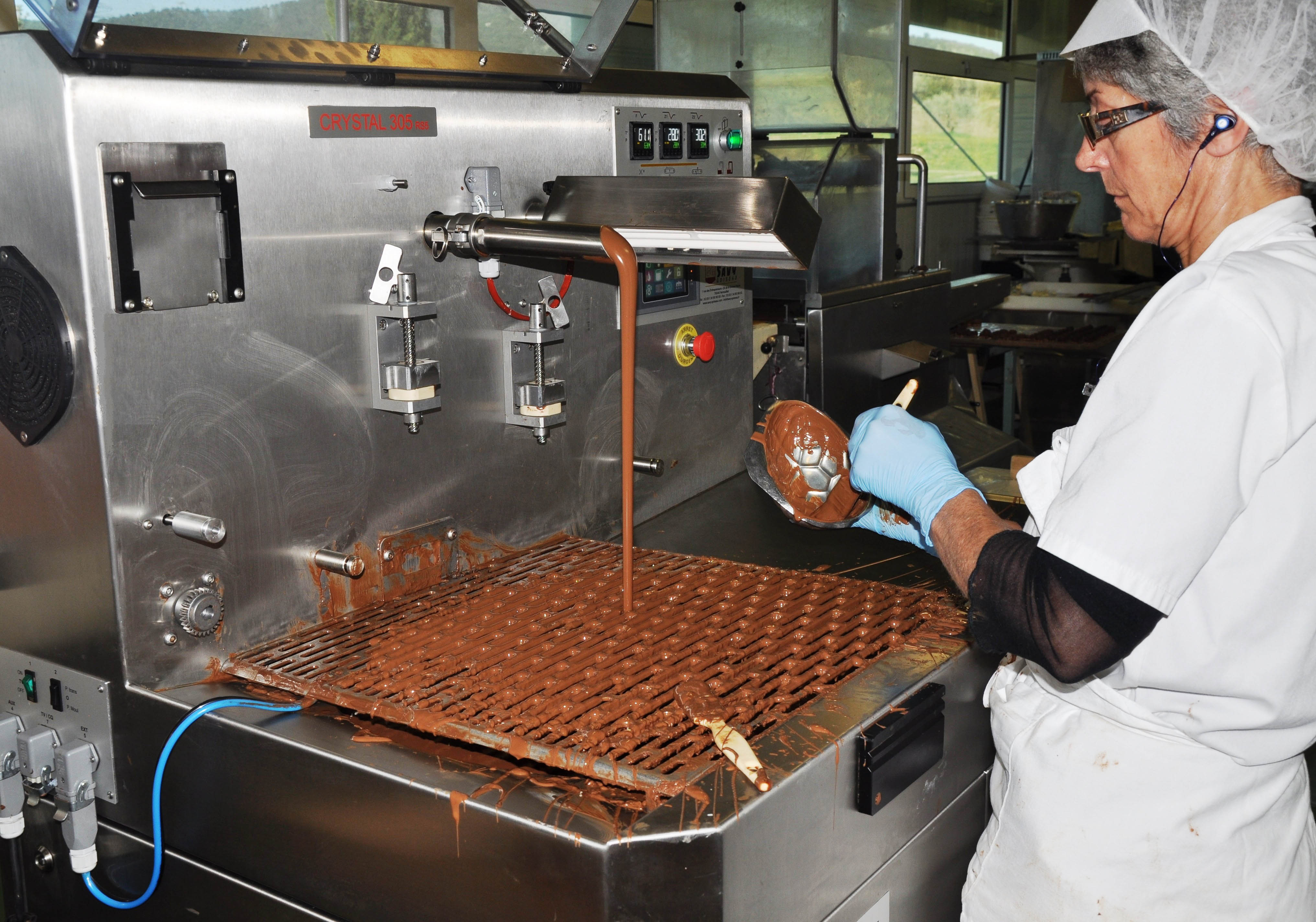
Fabrication des chocolats

Un des sept moulins à huile d'olive du département se trouve à Peyruis.
Une centrale solaire photovoltaïque appartenant à Boralex est en cours de construction sur d'anciens vergers, aux Sigalettes. Ses 40 000 panneaux couvrent 20,54 ha, dont 4,94 à Peyruis et 15,6 à Montfort. Elle devrait atteindre une puissance de 8,8 MWc (mégawatts en crête).
Peyruis, situé à proximité de Sisteron, accueille également des producteurs de chimie :
- Sophim, entreprise de chimie fine, spécialisée dans la lipothymie, fournit les usines cosmétiques et pharmaceutiques. Il emploie 33 salariés[105] ;
- Scomi Anticor (créé en 1992), appartenant désormais au groupe Scomi Bhd Malaisie[106], est spécialisé dans la production de produits destinés au traitement du pétrole, et emploie 9 salariés[107].

Lothantique, négociant en produits de cosmétique et de parfumerie, emploie 35 salariés.
Eon projette d’implanter une usine d’assemblage de la voiture électrique Weez à Peyruis, et d’engager 75 salariés, moyennant une subvention de 422 500 €.

### Activités de service
Fin 2010, le secteur tertiaire (commerces, services) comptait 134 établissements (avec 335 emplois salariés), auxquels s’ajoutent les 29 établissements du secteur administratif (regroupé avec le secteur sanitaire et social et l’enseignement), salariant 146 personnes.
D'après l’Observatoire départemental du tourisme, la fonction touristique est secondaire pour la commune, avec moins d’un touriste accueilli par habitant, l’essentiel de la capacité d'hébergement étant non-marchande. Plusieurs structures d’hébergement à finalité touristique existent dans la commune :
- un camping classé trois étoiles[112]

```
avec une capacité de 35 emplacements
[
113
]
 ;
```

- plusieurs meublés labellisés[114] et non-labellisés[115]

```
;
```

- des chambres d’hôtes[116].

Les résidences secondaires apportent un complément à la capacité d’accueil
, mais, au nombre de 56, elles ne représentent que 4 % des logements,.

## Lieux et monuments

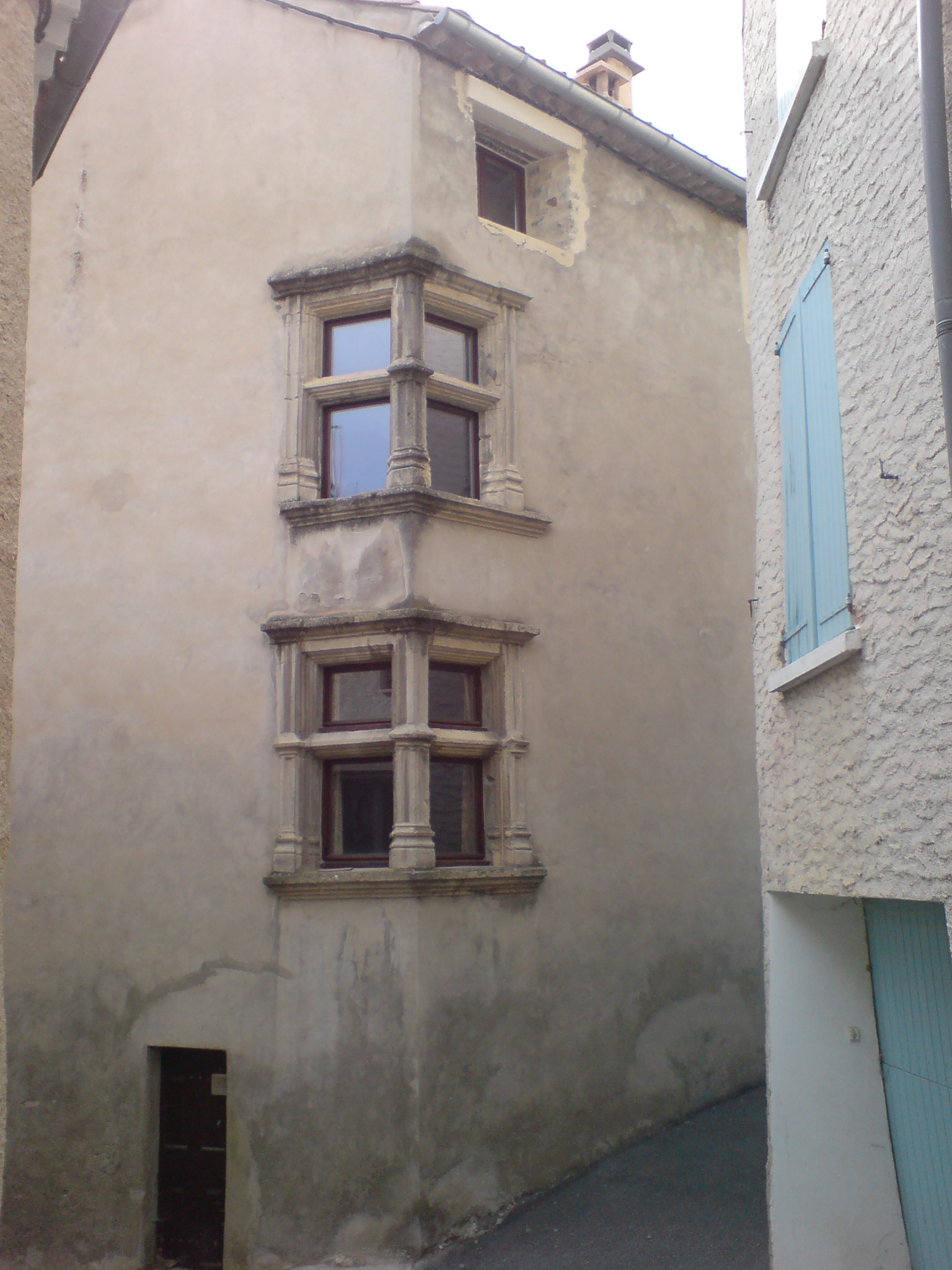
Fenêtres à croisées placées dans l’angle de la maison.

- Châteaux des hameaux de Piousin et de Gaud (en ruines tous les deux)
- Vestiges du quartier juif

Le donjon de l’ancien château fort, transformé en pigeonnier, et une tour en ruines dominent le village. Construit au XIIe siècle, il est reconstruit en partie au XVIe siècle, avant d’être détruit à la Révolution française.
De l’ancienne enceinte du village (peut-être simplement constituée des murs des maisons aveugles à l’extérieur), il subsiste une porte voûtée passant sous un logement, datant peut-être du XIIe siècle,.
Dans le village, rue du Grand-Cabaret, se trouve une maison qui a conservé ses croisées et ses fenêtres à meneaux, datant du XVe siècle. Toute proche, une autre maison de la fin du XVIIe siècle a des fenêtres sous arcs en plein cintre. Sur la place, se trouve une fontaine ornée d’un coquetier avec œuf dur.
L’église paroissiale Saint-Roch connaît une première construction au XIe siècle, dont ne subsiste que son bas-côté nord. Elle est reconstruite dans la première moitié du XIIe siècle : la nef, longue de trois travées. Le bas-côté sud est voûté d’arêtes. La voûte du chœur gothique est à quatre pans, avec cinq nervures, et date des environs de 1500. Toute l’église est peinte : faux appareil sur les murs, divers motifs végétaux et géométriques sur les colonnes et les arches. Ses vitraux sont peut-être les seuls véritablement anciens du département (avec un doute de Raymond Collier) : le vitrail de l’œil-de-bœuf de la façade occidentale (saint Roch) et l’Agnus Dei du bas-côté nord dateraient du XVIe siècle ou du XVIIe siècle. Les vitraux du chœur, l’Immaculée conception, à nouveau saint Roch et saint Nicolas, sont du XIXe siècle.

Chapelles de Peyruis.
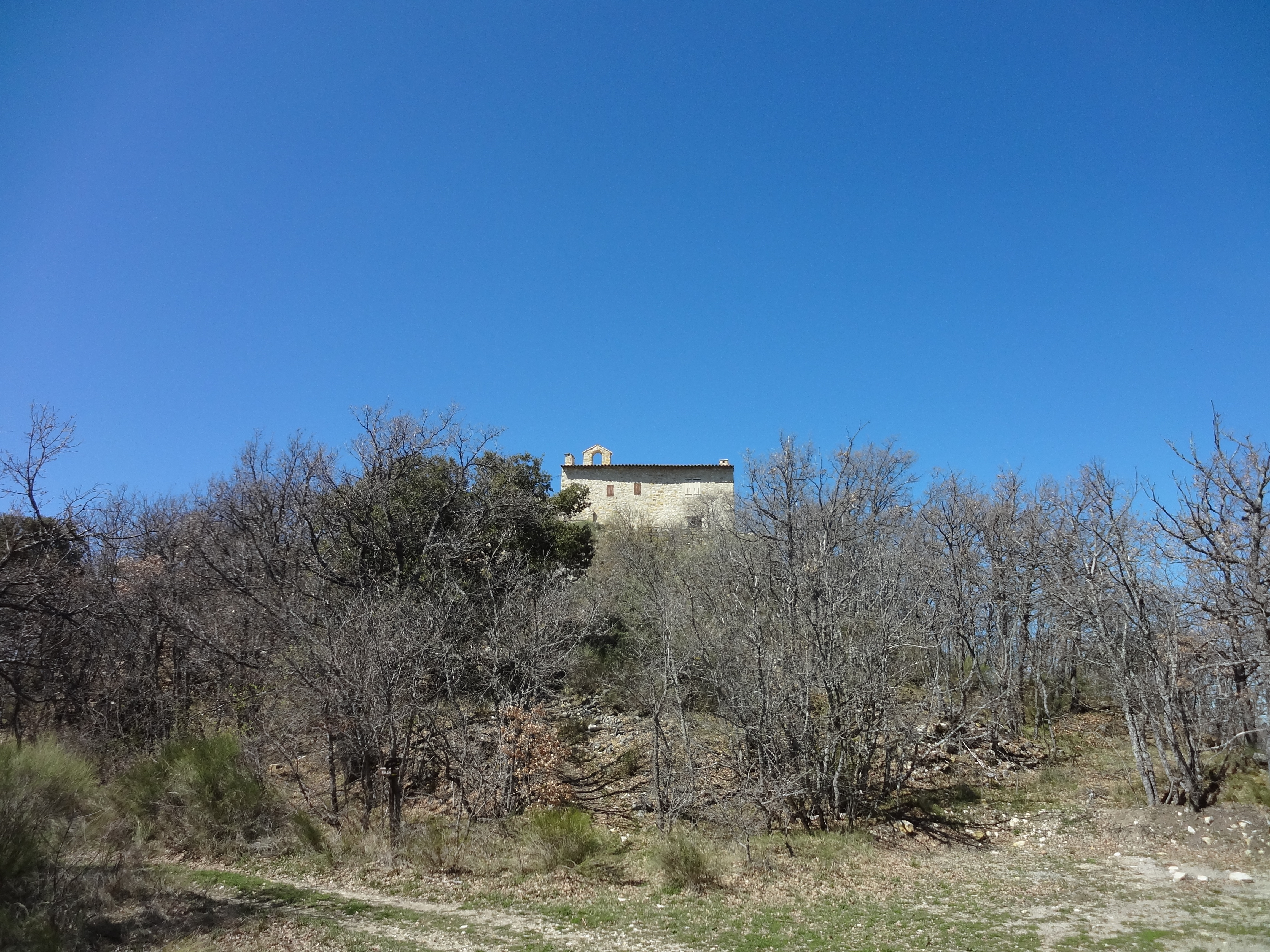
Chapelle Saint-Nicolas, seul vestige du village d'Augès.
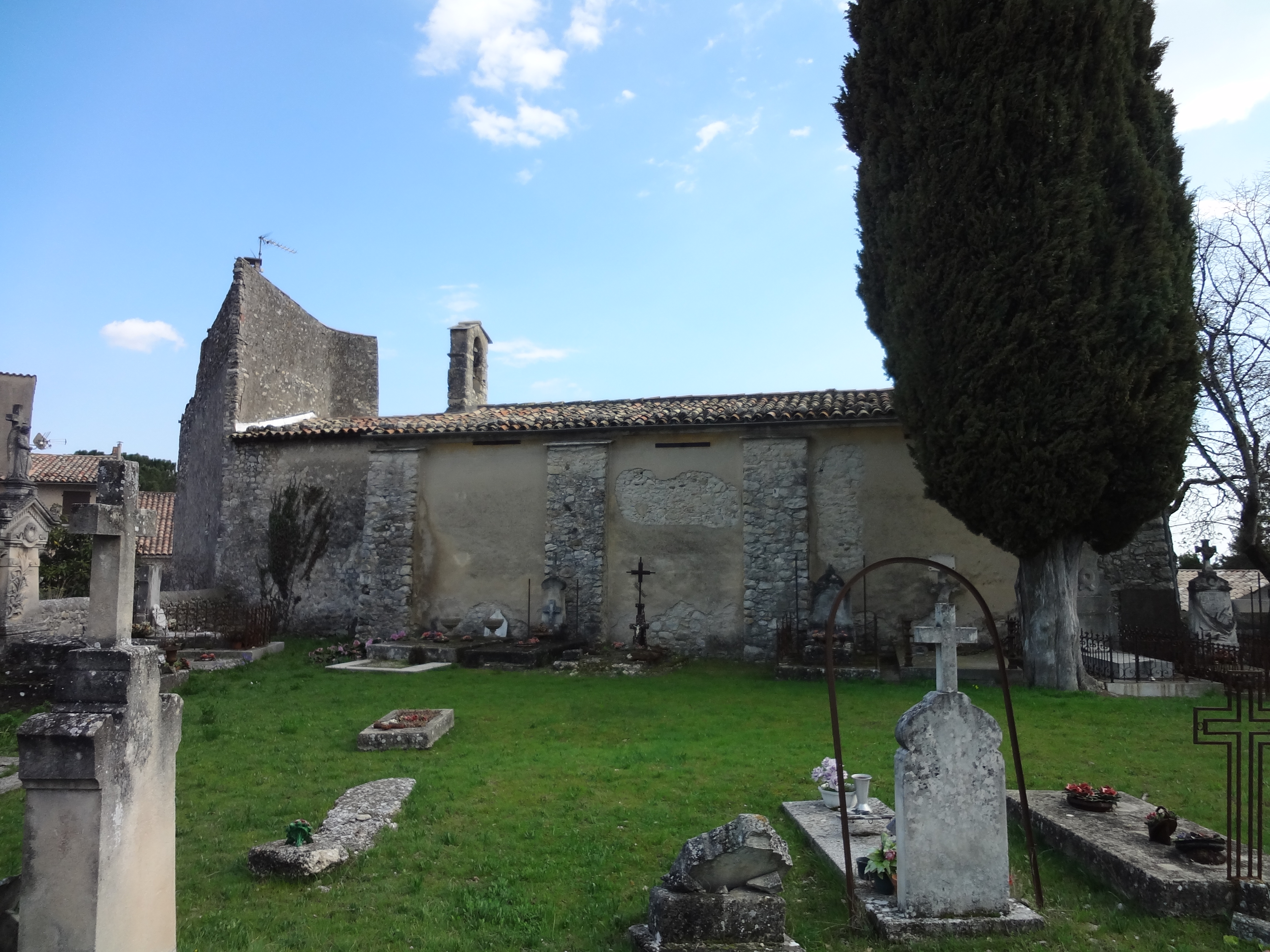
Chapelle du cimetière.

### Personnalités liées à la commune
- Francis Galizi, ancien maire, député
- Henri Bérard (1869-1963), né à Peyruis, poète
- Jean-François Xavier Salvat (1791-1859), député de Loir-et-Cher sous la Deuxième République

### Héraldique
| Blason de Peyruis | Blason  | D’azur à trois étoiles d’or, au chef d’argent chargé de lettres P, P et P, de sable. |
| Blason de Peyruis | Détails | Le statut officiel du blason reste à déterminer.                                     |